# Luis García-Ochoa Ibáñez
Luis García-Ochoa Ibáñez (ur. 18 marca 1920 w San Sebastián, zm. 2019 w Madrycie) – hiszpański malarz, rytownik i ilustrator, członek Królewskiej Akademii Sztuk Pięknych św. Ferdynanda.
Urodził się w San Sebastián, ale kiedy miał 9 lat jego rodzina przeniosła się do Madrytu. Pracował w biurze architektonicznym ojca, gdzie poznał sztukę awangardową. Studiował sztukę na Królewskiej Akademii Sztuk Pięknych św. Ferdynanda w Madrycie, po czym porzeszał wykształcenie we Francji, Włoszech i Anglii dzięki stypendiom rządu Hiszpanii i Włoch. Oprócz malarstwa tworzył także ryciny i ilustracje. Został zaprszony na Biennale w Wenecji w 1940, 1950, 1952 i 1954; wielkorotnie brał udział w Krajowej Wystawie Sztuk Pięknych w Hiszpanii. 5 maja 1980 został członkiem Królewskiej Akademii Sztuk Pięknych św. Ferdynanda. W 1993 założył Escuela de Pintores Figurativos de El Escorial.
Jego dzieła można oglądać w Muzeum Narodowym Centrum Sztuki Królowej Zofii, Muzeum Sztuk Pięknych w Bilbao, Fundacji Juan March i innych hiszpańskich muzeach.